# Edinburgh of the Seven Seas
37°04′S 12°19′V / 37.067°S 12.317°V
Edinburgh of the Seven Seas, lokalt også kaldt The Settlement, er øgruppen Tristan da Cunhas hovedstad og eneste større bosætning med 238 indbyggere (2023). Den hører forvaltningsmæssig til det britiske oversøiske territorium Sankt Helena, beliggende mellem Sydafrika og Argentina i sydamerika.
Bosætningen ligger på øens nordlige del nedenfor en ca. 800 m høj klippe ved strandene Little beach og Big beach. Edinburgh of the Seven Seas betragtes som verdens mest afsidesliggende bosætning; der er 2.976 kilometer til den nærmeste bosætning på Sankt Helena.
I Edinurgh of the Seven Seas findes en lille havn, og blandt andet administratorens bolig og postkontoret. Indbyggerne er beskæftiget i den offentlige sektor og andre indtægtskilder er turisme, salg af frimærker og mønter og eksport af hummer til Japan og USA.

## Offentlige bygninger
Der er administrationskontorer, sygehus, 2 kirker, postkontor, museum, café, pub, svømmehal og en hummerfabrik.
Skolen St. Mary's School fra 1975 underviser børn fra 3 til 16 år. Der er fem klasseværelser, bibliotek, teatersal, computerrum, skolekøkken og et sløjd- og fysiklokale. Skoleelever som er fyldt 16 år har ret til fortsat skolegang i Storbritannien. 2006 fik øen fire offentligt tilgængelige computere, som er installeret i en netcafé.
Camogli Hospital blev opført i 1942, hvor Tristan var hjemsted for en britisk flådestation med egen lægestation. Før 1942 havde Tristan da Cunha ingen fastboende læge. I 2001 blev hospitalet alvorligt beskadiget af en orkan, og blev kort tid efter genopbygget. Hospitalet har skadestue, operationsstue, tandlægeklinik og to almindelige afdelinger. Der er en læge og fem sygeplejersker ansat. En ny ambulance blev anskaffet i 2003.

## Kirkerne
Den anglikanske kirke St Mary's Church blev indviet i juli 1923. Før den tid blev de kirkelige handlinger afholdt i private hjem. Kirken er opført i den typiske Tristan byggestil med gavle bygget af vulkanske basaltsten. Indvendig er væggene beklædt med træ fra skibsvrag. Bliktaget giver, når der er uvejr under gudstjenesten, et larmende akkompagnement til salmerne. Kirkeklokken er ligeledes fra et skibsvrag, og kirkegården er indhegnet med basaltsten.
1990 blev kirken udvidet og moderniseret, og i 2002 blev den udvidet med et sakristi.
Den katolske kirke St Joseph's Church blev bygget i 1995, og erstattede en mindre kirke på samme sted bygget i 1983.
Den romersk-katolske tro blev bragt til Tristan i 1908, efter at to irske søstre flyttede til byen. Deres efterkommere er kernen i et katolsk fællesskab, som afholder messe hver søndag klokken ni.

## Historie
Byen eller bosætningen, der blev grundlagt 1815, blev opkaldt efter Prins Alfred, Hertug af Edinburgh, dronning Victorias anden søn, da han besøgte Tristan da Cunha i 1867.
En militær garnison blev oprettet på øerne som værn mod eventuelle franske forsøg på at redde Napoleon 1. af Frankrig, som fra 1815 til 1821 sad fængslet på Sankt Helena. Garnisonen forblev på Tristan da Cunha indtil slutningen af 2. verdenskrig.
1961 blev alle beboerne evakueret som følge af vulkanudbrud i nærheden af "Edinburg of the Seven Seas". Først blev alle indbyggere evakueret til Nightingale Island. Det hollandske passagerskib "Tjisadane", der tilfældigvis ankom dagen efter for at hente to piger fra byen, tog alle indbyggerne med til Cape Town. Derfra blev de sejlet til England. 2 år senere flyttede beboerne igen tilbage til Edinburgh. Sejlturen fra Southampton foregik med den danske færge "M/F Bornholm", der var chartret til opgaven af den britiske stat. Turen med de 198 tristanianere tilbage mod Tristan da Cunha startede fra Southampton den 24. oktober 1963 med ankomst til Edinburgh of the Seven Seas den 10. november. Der forestod en stor opgave med at genetablere den ødelagte "by" og de livsnødvendige kartoffelmarker.